# نافع بن عبد الحارث
نافع بن عبد الحارث وهو نافع بن عبد الحارث بن حبان بن عمرو بن عبشان بن عبد عمرو بن لؤي بن ملكان بن أفصى الخزاعي ، صحابي، من الأمراء، أسلم يوم الفتح وروى عنه أبو سلمة، وحميد، وأبو الطفيل، أقام بمكة ولم يهاجر.
نسبه كلهم إلى خزاعة، وساقوا نسبه إلى ملكان، وهو أخو خزاعة وأخو أسلم، ويقال لبعض ولده: خزاعي، لقلة بني ملكان، فنسبوا إلى خزاعة، ولنافع صحبة ورواية، ولاه عمر بن الخطاب على مكة والطائف، وفيهما سادة قريش وثقيف، وخرج إلى عمر واستخلف على مكة مولاه عبد الرحمن بن أبزى، فقال له عمر: استخلفت على آل الله مولاك. فعزله واستعمل خالد بن العاص بن هشام.